# Campeonato Soviético de Xadrez de 1960
O Campeonato Soviético de Xadrez de 1960 foi a 27ª edição do Campeonato de xadrez da URSS, realizado em Leningrado, de 26 de janeiro a 26 de fevereiro de 1960.. A competição foi vencida por Viktor Korchnoi. Semifinais ocorreram nas cidades de Cheliabinsk, Tallin e Yerevan. Mikhail Tal não pode participar, uma vez que estava se preparando para seu match pelo título mundial contra Mikhail Botvinnik. Paul Keres estava em Cuba como
parte de uma delegação cultural da Estônia. Spassky jogou bem abaixo de seu nível, inclusive perdendo para
o estreante Vladimir Bagirov de Baku já na segunda rodada.

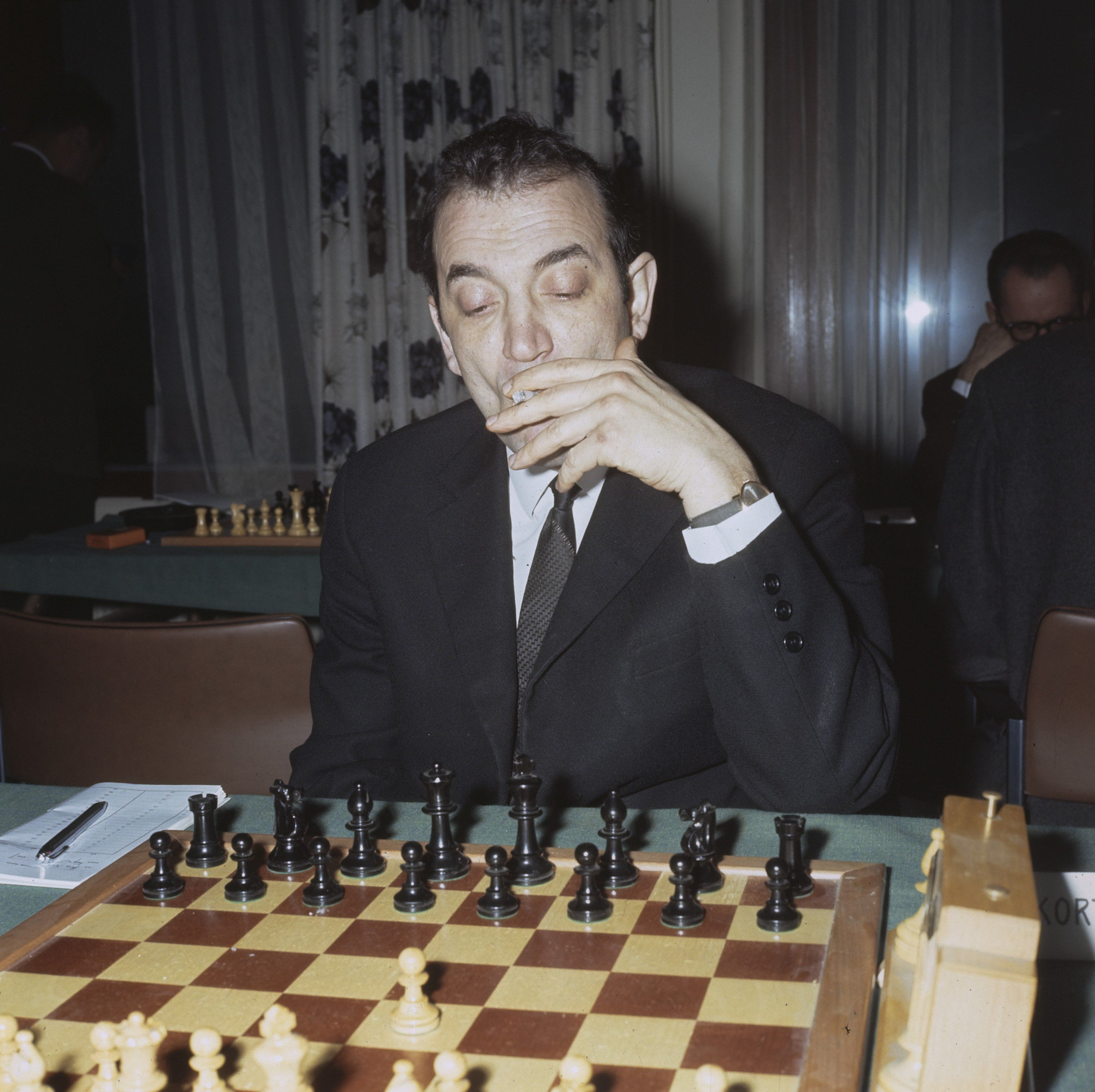
Viktor Korchnoi

## Classificação e resultados
Após 15 rodadas os líderes eram Petrosian e Korchnoi com 11 pontos, Geller 10½ e Polugayevsky, Taimanov e Krogius 9. Na 16ª rodada os dois líderes sofreram. Petrosian não jogou bem e perdeu para Averbakh. Korchnoi tinha uma posição promissora contra Bagirov, mas em um momento crítico, quando deveria ter jogado uma simples captura Bc3xTe1, mantendo boas chances de vitória, ele inexplicavelmente tocou seu bispo de a6, pretendendo fazer a captura com ele em e1 e abandonou imediatamente. Foi um dos erros mais incríveis de sua carreira. Korchnoi descreveu assim a jogada:
"Meu oponente tinha acabado de capturar uma das minhas torres e eu estava pensando na minha resposta. 'Primeiro', eu pensei, 'eu pegarei sua torre com meu bispo, no próximo movimento eu moverei meu outro bispo'. Meus dois bispos estavam lado a lado no tabuleiro e eu peguei o errado, aquele que não estava atacando nada. Sem completar a jogada, saí do salão, deixando as centenas de espectadores que seguiam tensos a minha partida em estado de perplexidade, que logo se transformou em decepção."
Esse erro teria despedaçado um jogador de menor capacidade, mas Korchnoi deu a volta por cima e venceu Krogius na rodada seguinte. A partida decisiva foi uma defesa Alekhine na 18ª rodada contra Geller. Korchnoi, com as peças pretas, derrotou Geller nas complicações conseguindo uma vitória inestimável.
| N° | Jogador            | 1 | 2 | 3 | 4 | 5 | 6 | 7 | 8 | 9 | 10 | 11 | 12 | 13 | 14 | 15 | 16 | 17 | 18 | 19 | 20 | Total |
| -- | ------------------ | - | - | - | - | - | - | - | - | - | -- | -- | -- | -- | -- | -- | -- | -- | -- | -- | -- | ----- |
| 1  | Viktor Korchnoi    | - | ½ | 1 | 0 | 1 | ½ | 1 | ½ | 1 | 1  | 0  | 0  | ½  | 1  | 1  | 1  | 1  | 1  | 1  | 1  | 14    |
| 2  | Tigran Petrosian   | ½ | - | ½ | ½ | 0 | 0 | ½ | 1 | 1 | 1  | ½  | ½  | 1  | 1  | ½  | 1  | 1  | 1  | 1  | 1  | 13½   |
| 3  | Efim Geller        | 0 | ½ | - | ½ | ½ | ½ | ½ | 1 | 0 | ½  | 1  | 1  | 1  | 1  | 1  | 1  | 1  | 1  | ½  | 1  | 13½   |
| 4  | Vladimir Bagirov   | 1 | ½ | ½ | - | ½ | ½ | ½ | ½ | 0 | 1  | 1  | ½  | 1  | 1  | ½  | 1  | ½  | ½  | 0  | 1  | 12    |
| 5  | Lev Polugaevsky    | 0 | 1 | ½ | ½ | - | 0 | ½ | 0 | ½ | ½  | 1  | 1  | 1  | ½  | 1  | ½  | ½  | ½  | 1  | 1  | 11½   |
| 6  | Yuri Averbakh      | ½ | 1 | ½ | ½ | 1 | - | ½ | ½ | ½ | ½  | ½  | 0  | ½  | 1  | ½  | ½  | ½  | ½  | 1  | ½  | 11    |
| 7  | Vassily Smyslov    | 0 | ½ | ½ | ½ | ½ | ½ | - | ½ | 1 | ½  | ½  | 1  | ½  | ½  | ½  | ½  | ½  | ½  | 1  | ½  | 10½   |
| 8  | Mark Taimanov      | ½ | 0 | 0 | ½ | 1 | ½ | ½ | - | ½ | ½  | 1  | ½  | ½  | 0  | ½  | 0  | 1  | 1  | 1  | 1  | 10½   |
| 9  | Nikolai Krogius    | 0 | 0 | 1 | 1 | ½ | ½ | 0 | ½ | - | ½  | 1  | 1  | ½  | 0  | ½  | ½  | ½  | ½  | 1  | ½  | 10    |
| 10 | Boris Spassky      | 0 | 0 | ½ | 0 | ½ | ½ | ½ | ½ | ½ | -  | ½  | ½  | 1  | 0  | ½  | 1  | ½  | 1  | 1  | 1  | 10    |
| 11 | Vladimir Simagin   | 1 | ½ | 0 | 0 | 0 | ½ | ½ | 0 | 0 | ½  | -  | 0  | ½  | ½  | 1  | ½  | 1  | 1  | 1  | 1  | 9½    |
| 12 | Anatoly Lutikov    | 1 | ½ | 0 | ½ | 0 | 1 | 0 | ½ | 0 | ½  | 1  | -  | 0  | ½  | ½  | 1  | ½  | ½  | 1  | 0  | 9     |
| 13 | David Bronstein    | ½ | 0 | 0 | 0 | 0 | ½ | ½ | ½ | ½ | 0  | ½  | 1  | -  | 1  | 1  | 0  | 1  | ½  | ½  | 1  | 9     |
| 14 | Eduard Gufeld      | 0 | 0 | 0 | 0 | ½ | 0 | ½ | 1 | 1 | 1  | ½  | ½  | 0  | -  | ½  | 0  | 1  | 1  | 0  | 0  | 7½    |
| 15 | Iivo Nei           | 0 | ½ | 0 | ½ | 0 | ½ | ½ | ½ | ½ | ½  | 0  | ½  | 0  | ½  | -  | 1  | 0  | 1  | 0  | 1  | 7½    |
| 16 | Leonid Shamkovich  | 0 | 0 | 0 | 0 | ½ | ½ | ½ | 1 | ½ | 0  | ½  | 0  | 1  | 1  | 0  | -  | 0  | 1  | 0  | 0  | 6½    |
| 17 | Vladimir Liberzon  | 0 | 0 | 0 | ½ | ½ | ½ | ½ | 0 | ½ | ½  | 0  | ½  | 0  | 0  | 1  | 1  | -  | 0  | 1  | 0  | 6½    |
| 18 | Alexey Suetin      | 0 | 0 | 0 | ½ | ½ | ½ | ½ | 0 | ½ | 0  | 0  | ½  | ½  | 0  | 0  | 0  | 1  | -  | 1  | ½  | 6     |
| 19 | Yuri Sakharov      | 0 | 0 | ½ | 1 | 0 | 0 | 0 | 0 | 0 | 0  | 0  | 0  | ½  | 1  | 1  | 1  | 0  | 0  | -  | 1  | 6     |
| 20 | Bukhuti Gurgenidze | 0 | 0 | 0 | 0 | 0 | ½ | ½ | 0 | ½ | 0  | 0  | 1  | 0  | 1  | 0  | 1  | 1  | ½  | 0  | -  | 6     |